# Judäa
Judäa (lateinisch Iudaea, von altgriechisch Ἰουδαία Judaía, dies aus aramäisch ארעא דיהודיא, „Land der Juden“, hebräisch יהודה Jehuda) ist die geografische Bezeichnung eines Gebietes in der Levante. Im Hebräischen wird nicht zwischen  Judäa und Juda  unterschieden. Im Deutschen werden die Bewohner dieses historischen Territoriums als Judäer und zuweilen auch als Juden bezeichnet.
Jüdische Schriftsteller unterscheiden zwischen einem Judäa diesseits des Jordans mit Jerusalem als Zentrumsstadt und einem Judäa jenseits des Jordan. Dabei ist das Judäa jenseits des Jordan nicht mit der Peräa gleichzusetzen.

## Judäa diesseits des Jordans
Judäa diesseits des Jordans – oder einfach Judäa – umfasste im Wesentlichen das Gebiet des früheren israelitischen Königreichs Juda. Ab dem Jahre 6 n. Chr. wurde dieses Gebiet direkt dem römischen Staat unterstellt, nachdem Kaiser Augustus den Ethnarchen Archelaos, einen Sohn von König Herodes dem Großen und seiner samaritanischen Frau Malthake, wegen Beschwerden der Judäer und Samaritaner abgesetzt hatte. Die Verwaltung wurde von römischen Präfekten ausgeübt. Sie hatten ihren Sitz am Mittelmeerhafen Caesarea Maritima. Von 6 bis 66 n. Chr. unterstanden sie dem kaiserlichen Legaten von Syria. Einer der bekanntesten Präfekten war Pontius Pilatus. In der kurzen Zwischenzeit von 41–44 n. Chr. wurde dieses Judäa dem Territorium von Herodes Agrippa I., einem Enkel Herodes’ des Großen, angegliedert.

## Judäa jenseits des Jordans
Das Gebiet von Judäa jenseits des Jordans umfasste die Gaulanitis, die Batanäa, die Auranitis und die Trachonitis. Es lag östlich des oberen Jordans und nördlich des Jarmuk-Flusses. Dieses Gebiet wurde von den konservativen Juden mit Judäa jenseits des Jordans bezeichnet. Es lebten viele konservative Juden dort seit der Rückkehr aus dem Babylonischen Exil (ab 538 v. Chr.). In dieser Gegend warteten sie darauf, bis sich die Herrschaftsverhältnisse in Judäa und Idumäa ändern würden und das Königreich Israel wieder errichtet werden könnte. Wichtigste Stadt der konservativen Juden in Judäa jenseits des Jordans war Gamla. Die Stadt zählte rund 5000 Einwohner zur Zeit Jesu.
Das Judäa jenseits des Jordans bildete das hauptsächliche Herrschaftsgebiet von Herodes Philippos bis zu dessen Tod im Jahre 34 n. Chr. Danach fiel das Gebiet unter römische Verwaltung (Provinz Syria).
Biblischer Beleg für die Lokalisierung von Judäa jenseits des Jordans:
In Jos 19,32–34  steht, dass das Stammesgebiet Naftali im Osten an Judäa jenseits des Jordan stößt. Hierbei könnte es sich jedoch auch um das Land Baschan handeln, das zwar im Gebiet des Stammes Manasse lag, jedoch von der Sippe des Judäers Jaïr erobert worden war. Nach Mk 10,1   und Mt 19,1  begab sich Jesus, nachdem er Kapernaum verlassen hatte, nach Judäa jenseits des Jordans. In diesen Stellen könnte auch gemeint sein, dass Jesus durch das Ostjordanland nach Judäa gezogen ist.

## Judäa in römischer Zeit

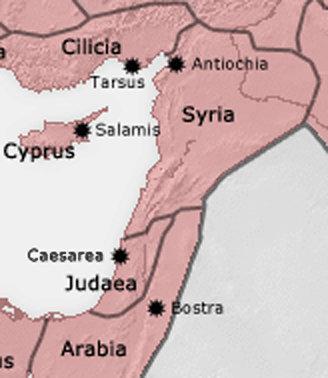
Provincia Judaea unter Trajan (117 n. Chr.)

In römischer Zeit war Judäa eine römische Provinz. Sie umfasste die Großregion südlich der Provinz Syria bis gegen Ägypten. Pompeius hatte diese Gebiete 63 v. Chr. erobert. Diese Großregion umfasste die Trachonitis, Auranitis, Gaulanitis, Batanäa, Galiläa, Samarien, Judäa (diesseits des Jordans), Peräa, und Idumäa bis zur Grenze gegen Aegyptus. Pompeius überließ aber Teile dieser Großregion regionalen Fürsten. Die Hasmonäer mit dem Prinzen und Hohepriester Johannes Hyrkanos II. behielten Idumäa, Judäa (diesseits des Jordans), Peräa und Galiläa. Große Teile von Judäa jenseits des Jordan, insbesondere die Gaulanitis, gingen an Ituräa.
Als Pompeius von Gaius Iulius Caesar besiegt wurde, folgte auf Hyrkanos sein Höfling Antipatros. Antipatros wurde 43 v. Chr. vergiftet. Sein Sohn Herodes wurde 41 v. Chr. römischer Gouverneur (Tetrarch). Im Winter desselben Jahres drangen die Parther unter Pakoros I. nach Syrien ein und eroberten im darauf folgenden Jahr Jerusalem. Johannes Hyrkanos II. wurde gefangen genommen und abgesetzt, an seiner Stelle wurde Antigonos der letzte Herrscher der Hasmonäer in Judäa. Dem Idumäer Herodes gelang die Flucht nach Rom. 40 v. Chr. wurde er auf Beschluss des Senats in Rom zum König (lateinisch Rex socius et amicus populi Romani, verbündeter König und Freund des römischen Volkes) von Judäa proklamiert und machte sich einen Namen als Herodes der Große. Herodes verstand es, sein Gebiet zu erweitern, nachdem er im Jahr 37 v. Chr. mit Hilfe eines von ihm angeworbenen Söldnerheeres und mit Unterstützung der römischen Legionen unter dem Befehl des Prokonsuls von Syrien Gaius Sosius Jerusalem erobert hatte und seine Herrschaft begann. Um das Jahr 20 v. Chr. umfasste sein Reich alle Regionen von Idumäa bis zu den Jordanquellen. Auch Judäa jenseits des Jordans zählte zu seinem Territorium.

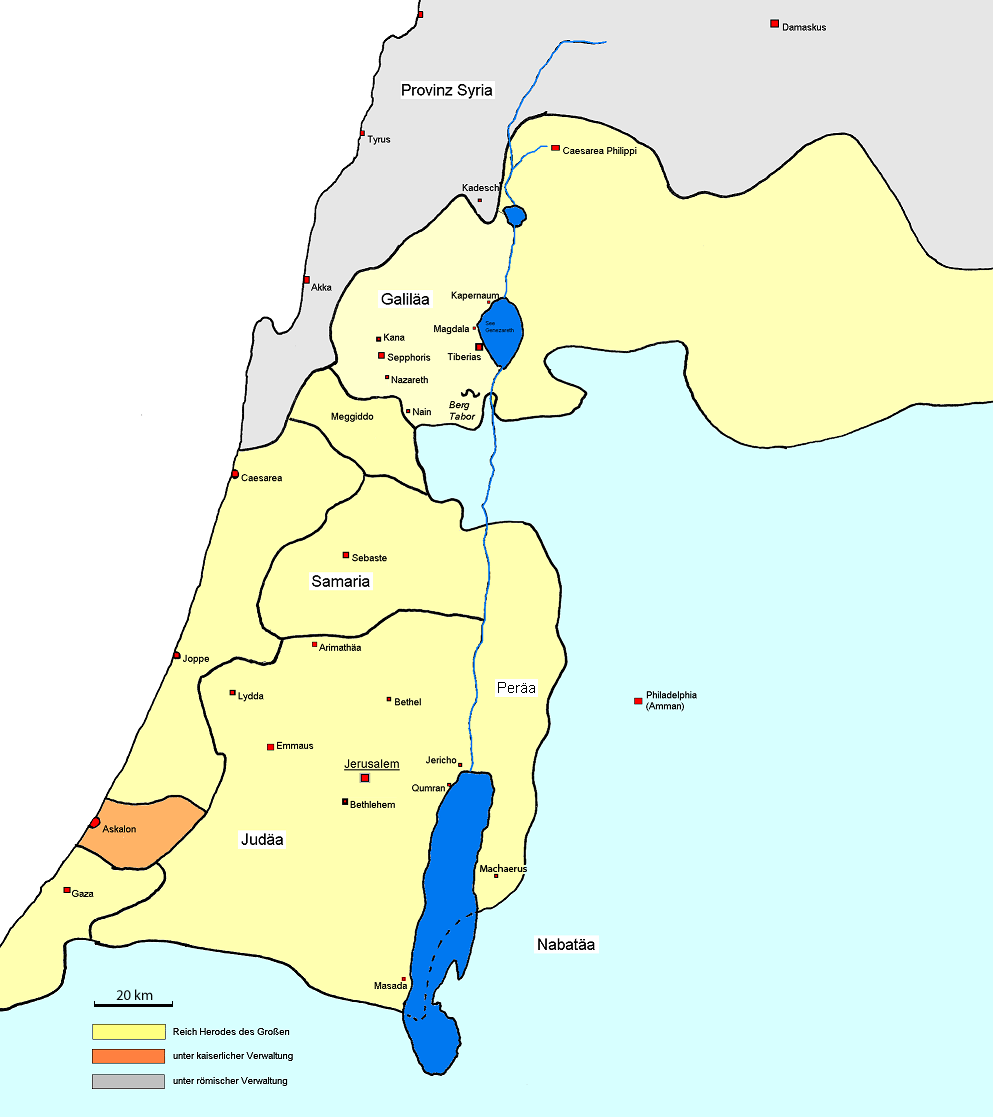
Reich Herodes des Großen

Nach dem Tod von Herodes dem Großen (4 v. Chr.) kam es zu einem jüdischen Aufstand. Die römischen Truppen schlugen den Aufstand jedoch schnell nieder. Im Einverständnis mit dem römischen Kaiser Augustus traten drei Söhne von Herodes dem Großen – Herodes Archelaos, Herodes Antipas und Herodes Philippos – ihre Erbteile an: 
- Archelaos erbte Judäa, Samaria und Idumäa,
- Antipas Galiläa und Peräa.
- Philippos erhielt die Gebiete östlich des oberen Jordans gegen Damaskus hin, das Judäa jenseits des Jordan.

Herodes Archelaos erwies sich als Tyrann. Er betrieb in Judäa und Samaria von 4 v. Chr. bis 6 n. Chr. eine solche Tyrannis, dass er durch den römischen Kaiser Augustus entlassen wurde. Sein Gebiet wurde direkt römischen Landpflegern unterstellt, die aus dem römischen Ritterstand kamen.
Im Jahre 41 ernannte Kaiser Claudius Herodes Agrippa I. zum König. Sein Gebiet umfasste die Regionen Judäa (diesseits des Jordans), Samaria, Peräa, Galiläa und Judäa jenseits des Jordan. Agrippa I. starb 44 und sein Reich wurde wieder der römischen Kontrolle unterstellt. Zwischen 48 und 54 wurde die Provinz dem Sohn Agrippas Marcus Julius Agrippa teilweise wieder unterstellt. Dessen Reich umfasste das östliche Galiläa, Judäa jenseits des Jordans und Teile der Peräa. Der große Jüdische Krieg gegen die Römer dauerte von 66 bis 70 n. Chr. und endete mit der Zerstörung des Jerusalemer Tempels. Gamla auf den Golanhöhen fiel schon im Jahre 67 n. Chr.

Römische Provinzen unter Trajan (117 n. Chr.)

Die Provinz Arabia Petraea wurde 106 gebildet und umfasste auch Teile von Judäa. Nach Niederschlagung des Bar-Kochba-Aufstands im Jahr 136 wurde die Provinz Judäa in Syria Palaestina umbenannt.

## Judäa heute
Das Gebiet des historischen Judäa entspricht im Wesentlichen dem südlichen Teil des vom Staat Israel besetzten Westjordanlandes. Westliche Teile Judäas (Schefela, Jerusalem-Korridor), zentrale (Jerusalem) und südliche (Gegend um Arad und nördlich davon) gehören zu Israel.